# Reticulitermes
Genre
Reticulitermes est un genre de termites de la famille des Rhinotermitidae. Les termites de ce genre sont tous souterrains et construisent des galeries sous terre pour fourrager de nouvelles sources de bois, qui est le composant principal de leur régime alimentaire et qui est également le substrat leur servant de nid.

## Répartition

### En Europe
Reticulitermes flavipes est une espèce invasive et est présente en France sur tout le Grand-Ouest et jusqu’à Paris. 
 Il y a également en Europe d’autres espèces de termites souterrains tels que Reticulitermes grassei dans le Sud-Ouest de la France, le Nord-Ouest et Sud de l’Espagne et au Portugal. Reticulitermes banyulensis dans le Roussillon dans la région de Banyuls. Reticulitermes lucifugus en Provence et sa sous-espèce Reticulitermes lucifugus corsicus que l’on trouve en Corse et en Sardaigne. Reticulitermes urbis, est une espèce nouvellement décrite que l’on trouve uniquement en milieu urbain en France et en Italie (Marseille et l’Ouest de l’Italie)n et serait originaire du Sud-Est de l’Europe.

### En Asie
On trouve Reticulitermes clypeatus à Israël et cette espèce aurait pour origine les Balkans du fait de sa parenté avec Reticulitermes lucifugus que l’on trouve également en Turquie. 
 Reticulitermes chinensis, Reticulitermes guangzhouensis, Reticulitermes leptomandibularis et Reticulitermes khaoyaiensis sont toutes présentes en Chine et Reticulitermes kanmonensis  est aussi trouvé au Japon .
 Reticulitermes amamianus, Reticulitermes speratus, Reticulitermes miyatakei, Reticulitermes okinawanus et Reticulitermes yaeyamanus viennent du Japon.
 Reticulitermes arenicola se trouve en Inde.

.

### En Amérique du Nord
Le termite à pattes jaunes (Reticulitermes flavipes) est l’espèce la plus largement distribuée sur tout l’Est des États-Unis. 
 D’autres espèces sont présentes sur le territoire américain Reticulitermes virginicus et Reticulitermes hageni. Ceux-ci sont moins importants économiquement (dommages dans les cultures) du fait de leur aire de répartition plus limitée. 

On trouve également Reticulitermes hesperus en Californie, Reticulitermes malletei dans le Mississippi; Reticulitermes nelsonae en Louisiane et en Floride.

## Description

### Système colonial
L’organisation sociale des colonies de termites peut prendre différentes formes en fonction de leurs compositions en reproducteurs et leurs liens de parenté.
Les colonies à « familles simples » sont composées d’un couple monogame de reproducteurs primaires (qui ont fondé la colonie) et de leurs descendants. Il arrive dans ces familles qu’un ou les deux reproducteurs primaires meurent. Ils sont alors remplacés par des individus qui se sont différenciés en reproducteurs secondaires, dits aussi néoténiques, descendants des reproducteurs primaires d’origine formant ainsi des familles dites « étendues ». Les néoténiques peuvent également se différencier en complément des reproducteurs primaires, augmentant ainsi les capacités reproductives de la colonie. Ces reproducteurs secondaires ne sont pas des adultes (imago) comme les reproducteurs primaires, mais des larves d’où le terme de néoténiques. Il en existe deux types : les néoténiques aptères, issus de la lignée des larves ouvrières stériles, et les néoténiques brachyptères, issus de la lignée des nymphes. Le nombre de ces reproducteurs néoténiques dans les familles étendues peut varier de quelques individus à plusieurs centaines.
Il existe un troisième type de famille : « les familles mixtes ». Elles présentent plus de deux reproducteurs non apparentés avec leurs descendances vivant au sein d’une colonie. Il n’a été montré que deux modes de formation de ces familles chez les Isoptères. Le premier est la pléométrose qui est observée quand plus de deux futures reines et rois s’associent pour fonder une nouvelle colonie. Le second mode de formation est la fusion coloniale, qui a lieu quand au moins deux colonies non apparentées s’assemblent pour ne plus former qu’une seule colonie.

### Nutrition
Les termites souterrains du genre Reticulitermes sont capables de se nourrir de presque toutes les essences de bois et de matériaux contenant de la matière cellulosique, seuls quelques bois de cœur comme le chêne semblent ne pas être attaqués. 

La digestion de la matière cellulosique est relativement difficile pour les animaux même s’il est courant de voir des animaux s’en nourrir en grande quantité, principalement les ruminants. Cette digestion n’est possible que grâce à la présence de micro-organismes  symbiotiques présents dans la panse de l’animal, et permettant de dégrader la lignocellulose. Cependant, l’apport nutritif qui en est tiré chez les ruminants est relativement faible comparé au rendement réalisé par les termites. Forts de cette activité, les termites sont les organismes procédant les communautés symbiotiques les plus diversifiées qui existent chez des animaux. En effet, on trouve plus d’un million de bactéries méthanogènes et un grand nombre d’espèces de protistes qui produisent des enzymes permettant la dégradation de la lignocellulose, créant ainsi une voie métabolique spécialisée . 
De cette dégradation, les termites excrètent des gouttes de lignine liquide qu’ingèrent leurs congénères par trophallaxie proctodéale. Le but de cet acte est de pouvoir récupérer les micro-organismes du congénère. L’ensemencement continu en micro-organismes chez les termites est obligatoire car leur mode de développement ne leur permet pas de conserver leur communauté symbiotique qu’ils perdent à chaque nouvelle mue, expliquant peut-être le chevauchement des générations observé dans le groupe des Blatoidea et la co-cladogénèse des symbiotes de termites et des blattes subsociales du genre  Cryptocercus.

## Liste des espèces
Selon ITIS (6 avril 2017) (sauf exception) :
- Reticulitermes arenincola Goellner, 1931
- Reticulitermes flavipes (Kollar, 1837)
- Reticulitermes hageni Banks in Banks & Snyder, 1920
- Reticulitermes hesperus Banks in Banks & Snyder, 1920
- Reticulitermes tibialis Banks in Banks & Snyder, 1920
- Reticulitermes urbis Bagnères & Clément, 2003[13]
- Reticulitermes virginicus (Banks, 1907)